# Koninklijke Bond van ridders in de Militaire Willems-Orde beneden de rang van officier
De Koninklijke Bond van ridders in de Militaire Willems-Orde beneden de rang van officier werd op 26 december 1922 door de Amsterdamse bankier Jhr. Karel van Lennep als "Bond van ridders in de Militaire Willems-Orde beneden de rang van officier" opgericht. In 1932 kreeg de vereniging het predicaat Koninklijk. Doel was het organiseren van de door de wet voorgeschreven, maar door de regering verwaarloosde, ridderdagen en het het bevorderen van "het stoffelijk en zedelijk welzijn van de leden, hun weduwen en wezen" en de kameraadschap.
Opgemerkt moet worden dat Dr. W.F. Bax de oprichting in 1928 plaatst en opmerkt dat men de bond fourneerde met de overgebleven gelden die door Jhr. K. van Lennep voor de ridderdag van 1924 waren ingezameld. In 1924 was het voor 1915 geplande maar vanwege de Eerste Wereldoorlog uitgestelde jubileum gevierd.
De Bond werd na het overlijden van Karel verder geleid door zijn broer Jhr. Cornelis van Lennep.
Het accent lag op ridderdagen en financiële hulp. Het geld werd opgebracht door de Nederlandse ondernemingen die aan de koloniën nog steeds schatten verdienden en zo hun dankbaarheid konden tonen.
In 1955 waren AOW en AWW ingevoerd en was de handel met wat nu Indonesië was sterk teruggelopen.
De Koninklijke Bond van ridders in de Militaire Willems-Orde beneden de rang van officier fuseerde daarom in 1955 met de Vereeniging onder de zinspreuk Moed, Beleid en Trouw. Er kwam een "Vereniging Fonds Ridderdagen onder de zinspreuk Moed, Beleid en Trouw tot stand. 

## Ridderdag 1924 te Amsterdam
In de krant Het Vaderland van 20 juli 1924 was het volgende verslag van de Ridderdag 1924 te Amsterdam opgenomen:

Ter gelegenheid van de jaarvergadering van de Koninklijke Bond van ridders in de Militaire Willems-Orde beneden de rang van officier, is gisteren te Amsterdam de eerste der beide Ridderdagen aangevangen. 's Morgens werden de dragers van de M.W.O. uit het gehele land ontvangen in de wachtkamer 1e klasse van het Centraal Station. Ongeveer een zestig ridders kwamen daar bijeen, onder wie drie der derde  klasse (een zeer hoge uitzondering voor onderofficieren) en elf dragers van de Kraton-medaille (tweede expeditie naar Atjeh in 1873-1874 onder de generaals J. van Swieten,  J.L.J.H. Pel en G.M. Verspyck). - Na de ontvangst, waar de heer C. van  Lennep, commandant van de Amsterdamsche Burgerwacht, een woord van welkom sprak, werd een boottocht door de haven gemaakt, aangeboden door de Stoomvaart Maatschappij Nederland, en vervolgens de Vondel bezichtigd, alwaar ook het middagmaal gebruikt werd. In zijn welkomstwoord aan het Centraal Station zei de heer C. van Lennep, dat hij zich nooit tevoren met zoveel liefde aan een werk gegeven had als aan dit werk. Hij was steeds meer tot het besef gekomen, dat Nederland veel te danken heeft aan dé dragers van de Kratonmedaille, want hadden zij destijds niet zo dapper hun plicht gedaan, dan zou Nederland nu een klein landje zonder koloniën zijn. Helaas leiden velen thans een kommervol bestaan. De heer Bus, voorzitter van de Bond van Ridders, dankte de heer van Lennep, waarna de heer Lehnstein namens de Bond van Oud-Strijders, Het Vaderland Getrouwe, - nog eens schetste met hoeveel verlangen de oud-gedienden hadden uitgezien naar het ogenblik, dat er voor hen wat gedaan zou worden. Hij hoopte, dat het volk wel bedenkt, dat er een brede  schare krijgers leeft, die steun nodig heeft in de maatschappelijke strijd. Vervolgens werd besloten een telegram aan de Koningin te zenden, waarna onder grote belangstelling van het publiek het gezelschap zich naar een boot begaf, die bij de Noord-Hollandsche Tram gereed lag. Aan de lunch heette de heer M. C. Koning, directeur van de Maatschappij Nederland, allen welkom en zei het een eer te vinden, dat de oud-strijders thans de gasten van de Maatschappij Nederland waren. Toen gij zo pas de Rembrandt zaagt vertrekken, sprak het vanzelf, dat gij u weer teruggedacht hebt in de tijd, toen gij zélf naar Indié vertrokt. Het zal u opgevallen zijn, dat veel is vooruitgegaan, maar ook veel is achteruitgegaan. Wat tot het verleden behoorde, is de hartelijkheid en plechtigheid bij het vertrek van een boot. Vroeger werd u een vaarwel toegeroepen door de aan de kade werkzame vaste ploeg en speelde de kapel van Zaagmans het Wien Neerlandsch Bloed. Thans is er geen vaste ploeg meer en Zaagman is reeds lang dood. Spreker hoopte, dat deze dag de oudgedienden nog lang in herinnering zou blijven. De heer Buys dankte voor de hartelijke woorden en het vriendelijke onthaal. 's Middags wandelden de ridders, voorafgegaan door tamboers en pijpers van de marine, naar het paleis. Daarna werd een bezoek gebracht aan de Nieuwe Kerk, waar het graf van de Ruyter bezichtigd werd. Vandaar werd in vier tourauto's door de stad gereden. Omstreeks half zes werden de ridders in het gebouw van de Burgerwacht ontvangen. Mejuffrouw Euwe, lid van het vrouwelijk kantoorpersoneel van de Burgerwacht, sprak een welkomstwoord uit en overhandigde de heer Buys een krans. Daarna werd het middagmaal gebruikt, waarbij, naast de ridders, een vertegenwoordiger van de burgemeester en vertegenwoordigers van de Amsterdamsche handelswereld aanzaten. Hedenochtend zal in het gebouw van de Burgerwacht de Bondsvergadering gehouden worden.

## Ridderdag 1932 te Amsterdam
In 1932 werd een ridderdag gehouden te Amsterdam. De bijeenkomst vond plaats in Artis.

## Bekende Leden
- Jan Hendrik Teutelink
- Johannes Hendrikus Sleurink